# Ellac
Ellac was de oudste zoon en opvolger van Attila de Hun in het Hunnenrijk. Zijn heerschappij duurde maar 2 jaar, van 453 tot 454, toen hij gedood werd in de Slag aan de Nadao. Hij werd opgevolgd door Dengizich.
Er is weinig bekend over het leven van Ellac. De levensloop van Ellac is alleen bekend uit De origine actibusque Getarum van de Gotische geschiedschrijver Jordanes, en uit de werken van Priskos van Panion.
Ellac wordt voor het eerst vermeld als heerser van de Akatziri. Dit volk woonde tussen de noordelijke Kaukasus en het oosten van het huidige Oekraïne. Waarschijnlijk probeerde zijn vader Attila op deze manier een machtsbasis voor een nieuwe familietak te verkrijgen, met Ellac aan het hoofd. Deze poging zal niet succesvol zijn geweest, want al snel bleek dat Ellac zich weer in de hofhouding van zijn vader bevond. Bovendien wordt in de bronnen nergens meer gesproken over een verbond tussen de Hunnen en de Akatziri.
Na het overlijden van Attila in 453 ontstond er tussen zijn zonen een strijd over zijn nalatenschap. Volgens Jordanes kwamen de zonen uiteindelijk met elkaar overeen om de vele stammen die onderdeel uitmaakten van het Hunnenrijk, onderling te verdelen. Dit leidde tot ontevredenheid, want de stammen voelden zich als slaven behandeld. Onder leiding van Ardarik, de koning van de Germaanse stam der Gepiden en ooit een van de trouwste vazallen van Attila, ontstond een coalitie die vooral bestond uit Germaanse stammen. In 454 kwam het tot een treffen tussen de Germaanse coalitie en het voornamelijk uit Hunnen bestaande leger van Ellac en zijn broers. In de Slag aan de Nadao werden de Hunnen verslagen; Ellac sneuvelde in de strijd.
Met de dood van Ellac viel het rijk van de Hunnen verder uit elkaar. Door het gebrek aan militaire kracht en persoonlijke autoriteit waren zijn broers niet bij machte het rijk van hun vader in ere te herstellen. Het rijk viel uiteen en de restanten van de Hunnen trokken oostwaarts richting de Zwarte Zee.